# John Robert Seeley
Pour les articles homonymes, voir Seeley.
John Robert Seeley (10 septembre 1834 - 13 janvier 1895) est un essayiste et historien anglais.

## Biographie
Professeur d'histoire moderne à l'université de Cambridge, il est considéré comme le fondateur de l'histoire impériale britannique, même si quelques essayistes (Thomas Babington Macaulay, Charles Dilke et Anthony Froude notamment) avaient tenté avant lui d'analyser le phénomène impérial britannique. Il publia en 1883 un ouvrage resté célèbre, The Expansion of England, à partir d'un cycle de conférences sur l'expansion coloniale britannique prononcées d'octobre 1881 à avril 1882 à l'Université de Cambridge. Il y dénonçait le manque d'intérêt des Britanniques pour l'Empire qu'ils avaient constitué au cours des décennies précédentes, et en tous les cas l'absence de plan d'ensemble, de projet impérial cohérent, soulignant : « Nous semblons, en réalité, avoir conquis et peuplé la moitié du monde comme par inadvertance ». Cette indifférence des Britanniques vis-à-vis de l'Empire doit cependant être relativisée, dans la mesure où l'ouvrage de Seeley constitua un retentissant succès éditorial, vendu à plus d'un demi-million d'exemplaires dans les années 1880 et réédité à plusieurs reprises. 
Seeley est représentatif de son époque dans la mesure où le contexte de publication de son étude est celui d'une concurrence de plus en plus affirmée entre puissances européennes pour la colonisation de terres outre-mer et où l'intérêt des Britanniques pour les territoires extérieurs aux Îles Britanniques est de plus en plus clair depuis les années 1870. Seeley proposait de réorganiser l'empire en lui donnant une dimension « organique » et en rapprochant la métropole des colonies « blanches » (Canada, Australie, Nouvelle-Zélande, Afrique du Sud) : au sein de l'« État transocéanique » qu'il imaginait, les colonies de peuplement (dominions) où migraient les Britanniques auraient eu le statut de comtés, ce qui aurait donné au Royaume-Uni la dimension d'un « État mondial » ou d'une « nation mondiale » unique de nature comparable à l'Empire russe notamment. Il participa ainsi à la création de l'Imperial Federation League qui promouvait l'idée de fédération impériale.

## Œuvre
- « Ecce Homo, 1866 ».
- (en) Life and Times of Stein, Roberts brothers, 1879 (lire en ligne)
- (en) Expansion of England, Little, Brown, 1922 (1re éd. 1883) (lire en ligne)
- (en) The Growth of British Policy, George Walter Prothero, 1896 (lire en ligne)[6]
- (en) Empire writing: an anthology of colonial literature, 1870–1918, Oxford University Press, 1998 (ISBN 978-0-19-283265-8, lire en ligne), « Expansion of England »